# Мазепа серед вовків
Мазепа серед вовків (фр. Mazeppa aux loups) — велике алегоричне полотно у стилі романтизму авторства французького майстра Ораса Верне, створене 1826 року за мотивами байронічної поеми «Мазепа». Картина має розміри 100х130 см та експонується у муніципальному музеї Кальве.
Створення картини замовила міська влада Авіньйона, яка таким чином прагнула вшанувати свого видатного співвітчизника Жозефа Верне, уродженця даного міста. На створення полотна погодився молодий французький митець Орас Верне, який вже здобув популярність як автор патетичних батальних картин. Перебравши кілька тем для майбутньої роботи і відкинувши сюжет з Лаурою і Франческо Петраркою, Верне обрав напівлегендарну історію з життя українського гетьмана Івана Мазепи, описану в «Історії Карла XII, короля Швеції» філософа Вольтера і поемі лорда Байрона. За легендою, Мазепа закохався в дружину одного польського графа, який помстився йому, прив'язавши майбутнього гетьмана до спини дикого коня і відпустив у ліс. Після недовгого переслідування вовками його знайшли й виходили українські селяни.
Еротичний і садистський підтекст даної історії поряд з різними уявленнями про зовнішність Мазепи давав великі можливості для творчості французьким художникам того часу, таким як Людовік Буланже, Теодор Шассеріо, Теодор Жеріко та самому Верне, який написав дві відповідні картини: «Мазепа і коні» та «Мазепа серед вовків». У першому варіанті український гетьман зображений прив'язаним до коня, що впав від утоми посеред кінського табуна. У другому ж варіанті Мазепа мчить прив'язаним на коні, що тікає, від зграї вовків по лісу на тлі досвітнього сонця. В обох випадках атлетична фігура Мазепи, схожого на святого Севастіана, оголена, а тому сексуальна та еротична.
Обидві картини Ораса Верне були виставлені в Паризькому салоні 1827-1828. Праці художника були позитивно оцінені критиками, які також зазначили, що версія з кіньми все ж краща варіанту з вовками. За мотивами даних робіт було зроблено багато копій, літографій і гравюр. Картина «Мазепа і коні» довгий час висіла в будівлі Національних зборів Франції, де втім згоріла в 1961 році. Картина «Мазепа і коні» та її авторська копія, створена після інциденту з фехтуванням в студії Верне, в даний час знаходяться в колекції музею Кальве в Авіньйоні (Франція).